# Список латинских фраз в изобразительном искусстве
Список латинских фраз в изобразительном искусстве включает надписи-девизы, популярные в западноевропейском изобразительном искусстве на христианские и античные сюжеты, а также названия иконографических типов изображения, используемые в истории искусства, и обычно сложившиеся на основе названий латинских текстов, которых они иллюстрируют.

## Список
| # A B C D E F G H I J K L M N O P Q R S T U V W X Y Z |

### A
- Acedia («леность»)
- Ad majorem Dei gloriam («к вящей славе Божией») — св. Игнатий Лойола держит книгу, в которой начертана эта фраза
- Ars Moriendi («искусство умирания»)
- Ars simia naturae («искусство — обезьяна природы») — художник изображен в виде обезьяны
- Ausculta fili verba magistri («слушай, сын, уроки учителя») — начальная фраза устава святого Бенедикта, встречается на его изображениях.
- Ave, gratia plena, Dominus tecum  («радуйся, благодатная, Господь с тобою») — строка Евангелия от Луки, позже — молитвы «Аве Мария», слова, обращенные к деве Марии ангелом в сцене Благовещения.
- Ave Maria («радуйся, Мария»)

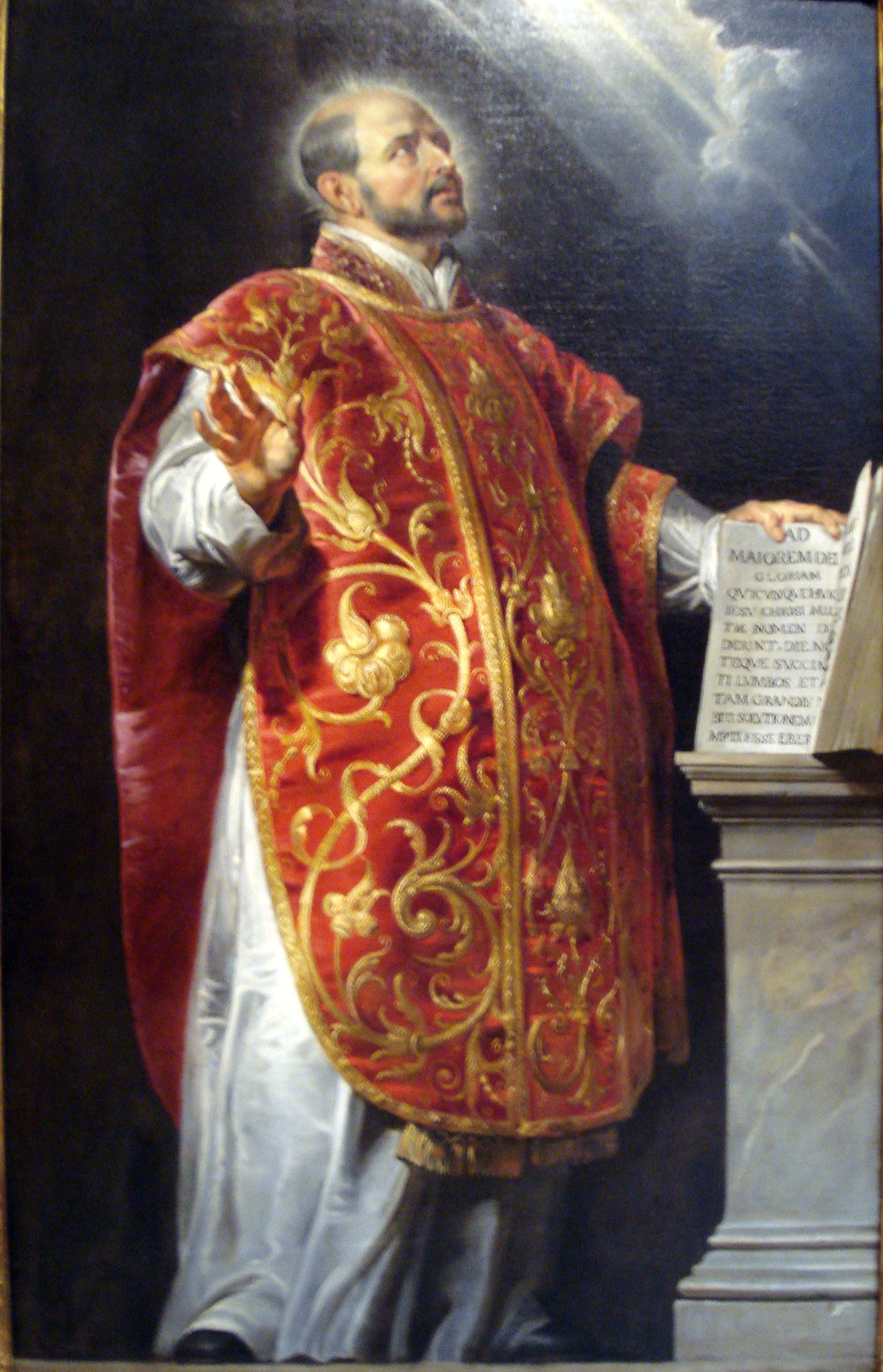
Игнатий Лойола на картине Рубенса
«Скульптор» в виде обезьяны на картине Ватто
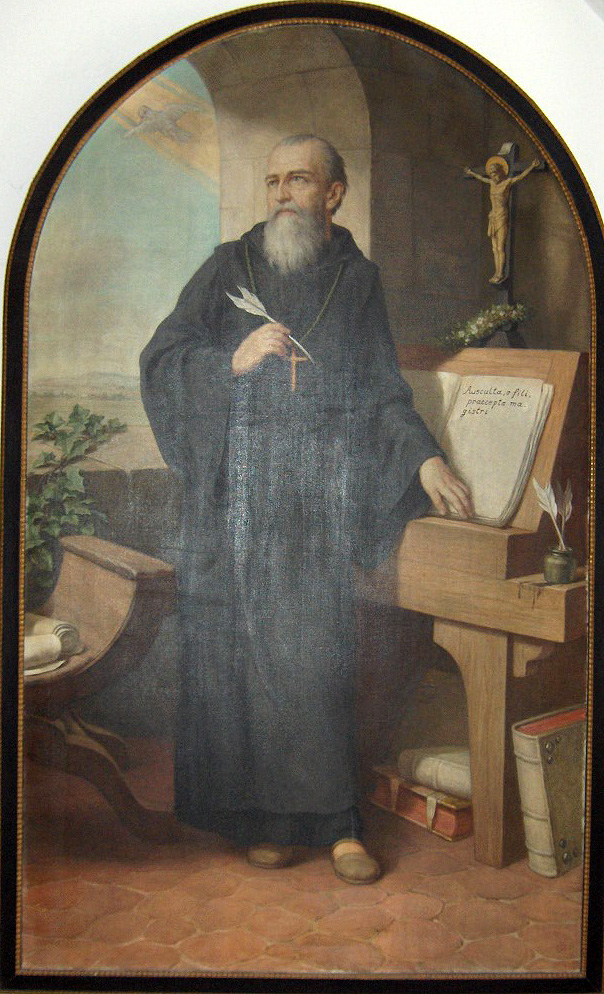
Святой Бенедикт Нурсийский
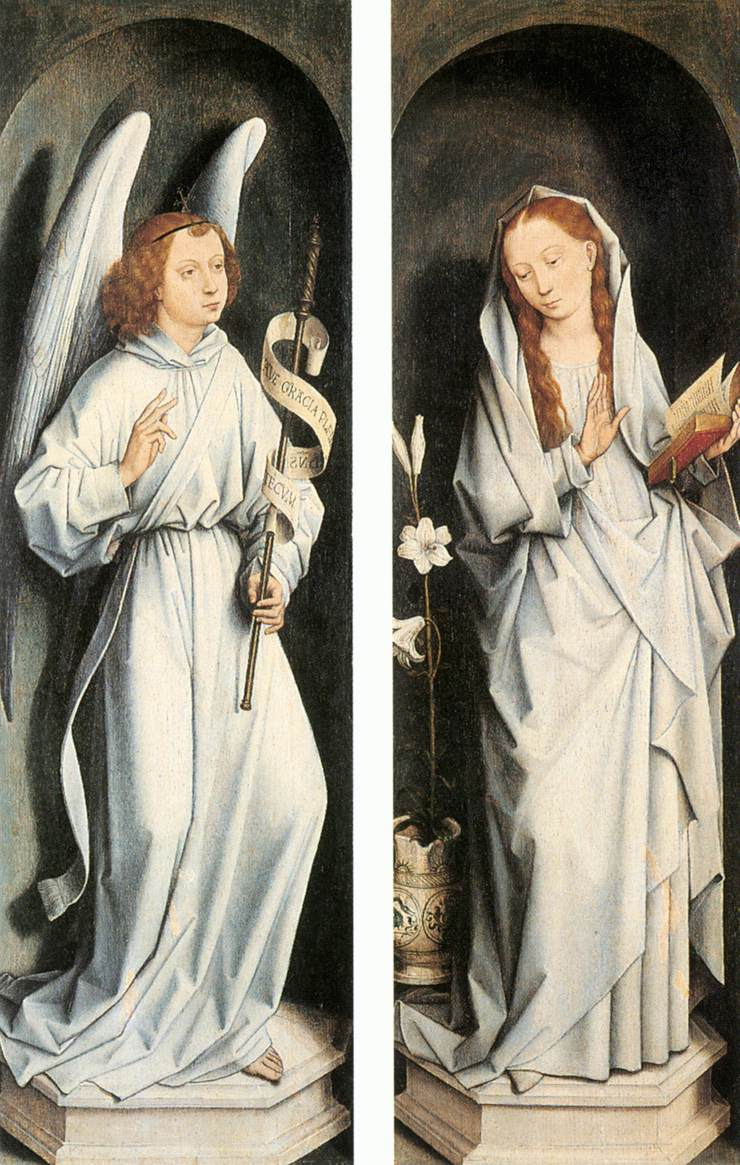
«Благовещение» кисти Ганса Мемлинга

### С
- Caritas («милосердие») — девиз Франциска из Паолы
- Caritas Romana («милосердие по-римски»)
- Castitas («целомудрие»)
- Castitas, Pulchritudo, Amor («Целомудрие, Красота, Любовь») — три грации.
- Causarum cognito («знание вещей по их высшим причинам») — надпись на свитке, который держит аллегория Философии
- Christofori sancti (speciem quicumque tuetur illo namque die nullo langore tenetur) («(каждый, кто взглянет на) святого Христофора (в тот же день преодолеет слабость)») — примета, этой надписью сопровождали изображения святого Христофора.
- Ciborium — киворий, дарохранительница
- Ciceronianus es («ты цицеронец») — св. Иероним
- Cominus et eminus («вблизи и вдали») — дикобраз
- Communion — причащение
- Consequitur quodcunque petit («что бы он ни преследовал, он это настигнет») — копье.
- Credo in Deum («верую в Бога») — написанное кровью на земле обозначает Петра Мученика.
- Credo in Deum Patrem omnipotentem («верую в Бога Отца») — апостол Петр.
- Credo in Spiritum Sanctum («верую в Духа Святого») — святой Варфоломей.

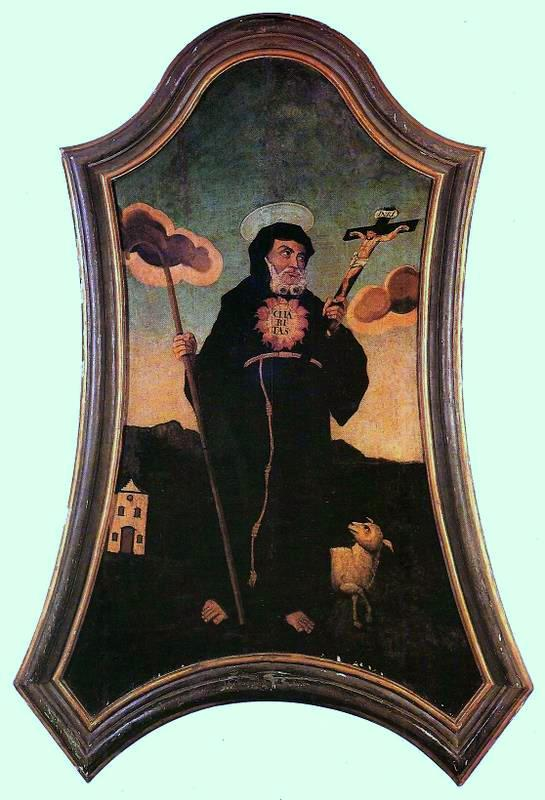
Франциск из Паолы. Слово CARITAS написано в медальоне на груди. Анонимный художник (Бразилия, 18 век)
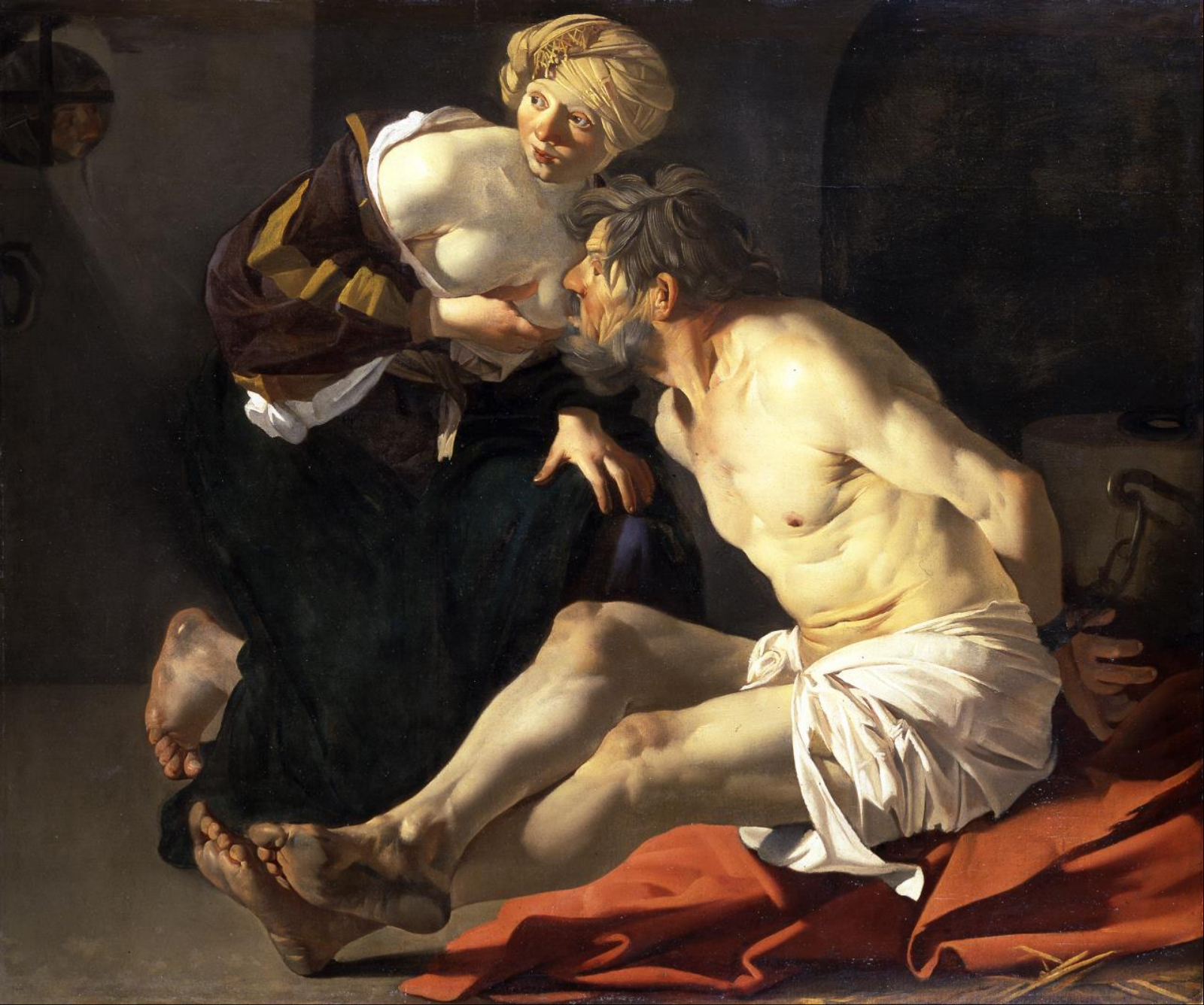
Римское милосердие на картине Дирка ван Бабурена
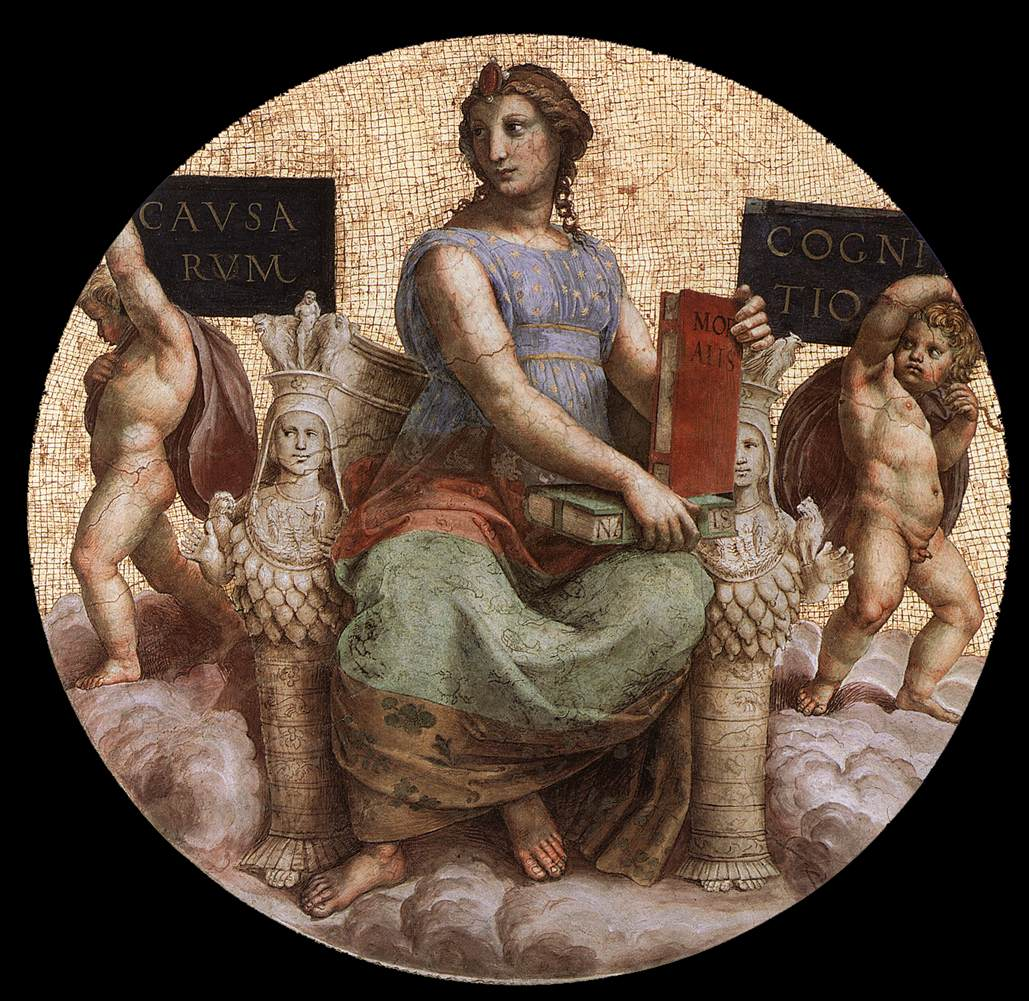
Философия работы Рафаэля
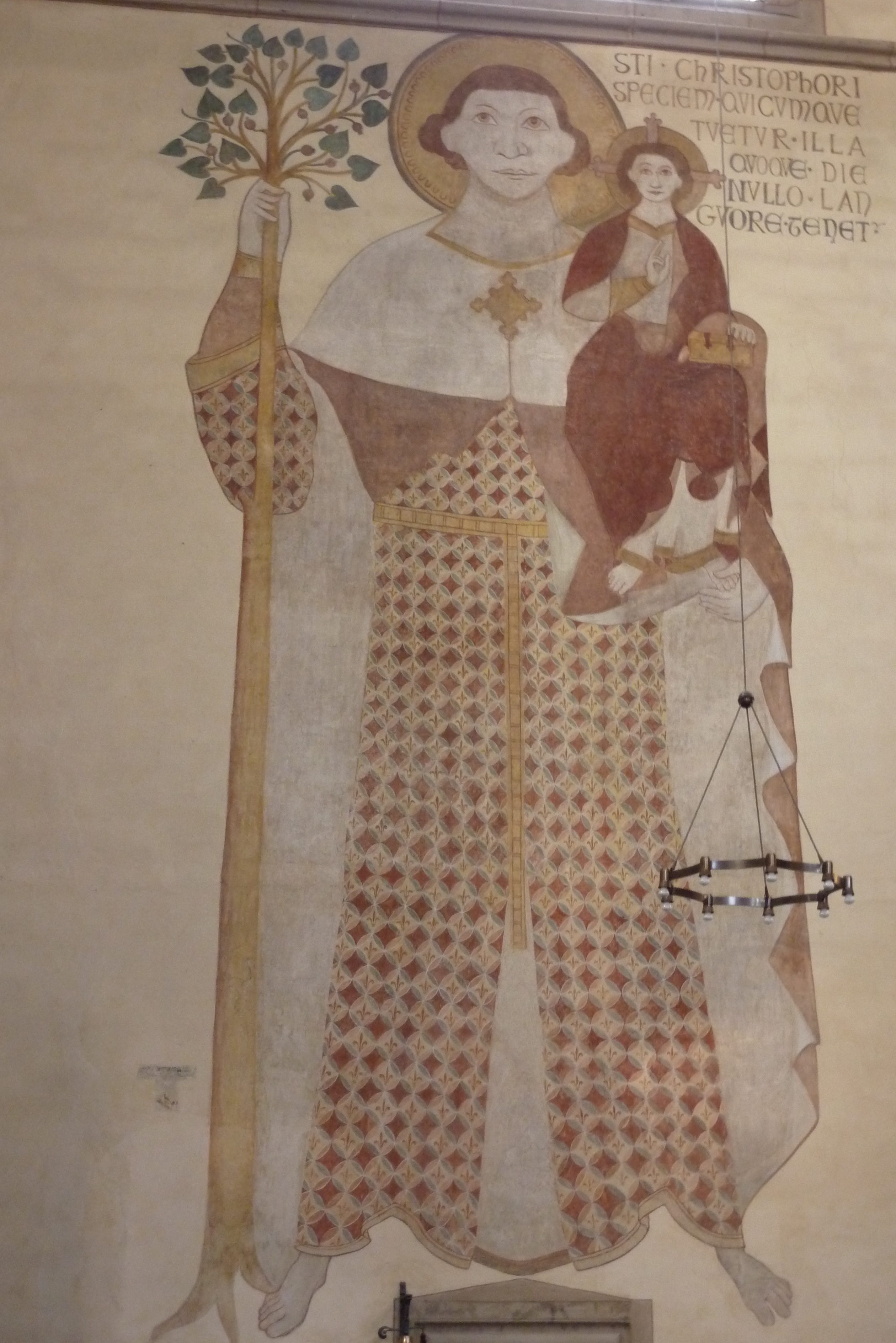
Фреска с изображением св. Христофора

### D
- Descendit ad inferos («… погребенного…») — апостол Фома.
- Dilatasti cor meum («когда Ты расширишь сердце мое») — св. Филипп Нери.
- Diligite iustitiam («любите справедливость») — св. Николай Мирликийский.
- Dominus possedit me in initio viarum suarum («Господь имел меня началом пути Своего») — Дева Мария.

### E
- Ecce Homo («се, человек»)
- Ecce virgo concipiet et pariet filium («се, Дева во чреве приимет и родит Сына») — пророк Исайя
- Effundam de Spiritu meo («излию от Духа Моего») — Сошествие святого Духа
- Ego me Christo sponsam tradidi («Я вверила себя Христу как невеста») — святая Екатерина Александрийская
- Ego vobis Romae propitius ero («Я помогу тебе на твоем пути в Рим») — слова, с которыми Иисус Христос явился св. Игнатию Лойоле в его видении.
- Et dabo vobis cor novum («и дам вам сердце новое…») — пророк Иезекииль
- Et in Arcadia ego («и (даже) в Аркадии я (есть)»)
- Et in Jesum Christum («и во Иисуса Христа») — апостол Андрей
- Ex praeterito — praesesn prudenter agit — ni futura actione deturpet («(исходя) из прошлого опыта — настоящее действует благоразумно — дабы не навредить будущему») — Благоразумие
- Extreme Unction («последнее помазание») — семь таинств

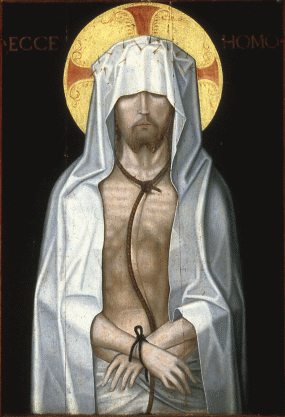
Ecce Homo кисти неизвестного художника (Португалия, XV в.)
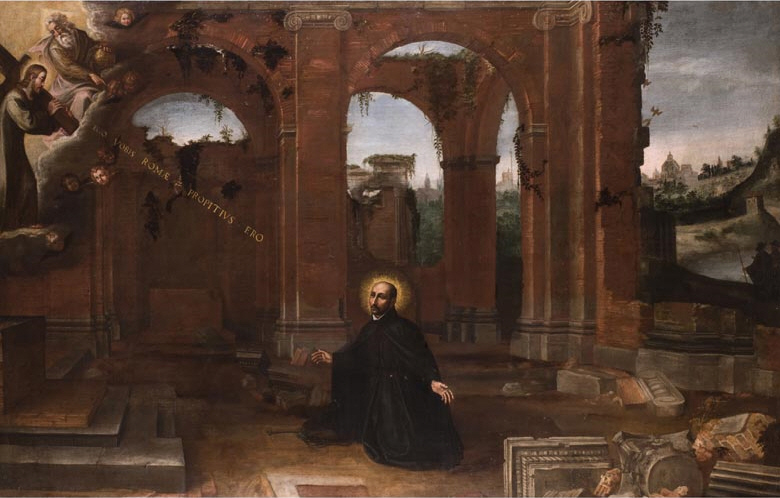
«Видение св. Игнатия Лойолы» на картине неизвестного художника
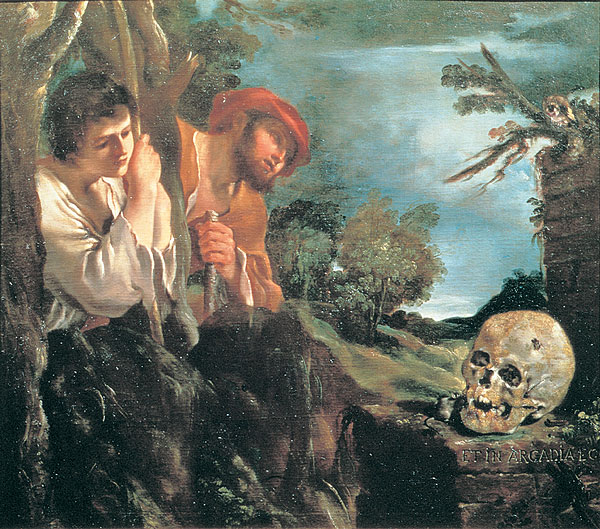
Et in Arcadia ego кисти Гверчино

### F
- Festina lente («спеши медленно») — якорь, черепаха
- Flos campi… («лилия долин…») — Дева Мария
- Fons hortorum («садовый источник») — Дева Мария
- Fuit in diebus Herodis… («во дни Ирода…») — евангелист Лука

### G
- Genus unde Latunum («откуда пошла латинская раса») — богиня Венера

### H
- Homo bulla est («человек есть мыльный пузырь») — пузыри, vanitas
- Homo igit consutu… («а человек умирает…») — Антоний Падуанский
- Homo silvestris («дикарь»)
- Hortus conclusus («запертый сад») — Дева Мария

### I
- IHS (IHC, JHS, YHS) — монограмма имени Христова, эмблема ордена иезуитов. На дощечке в окружении языков пламени — атрибут Бернардина Сиенского, написанная на сердце — Ансана.
- In carne vivere… («быть вскормленным пищей») — св. Амвросий
- In coelo qualis est Pater («как Отец на небесах») — св. Августин
- In hoc signo vinces («Сим победиши!») — Константин Великий
- In principio creavit Deus… («в начале сотворил Бог») — св. Иероним.
- In principio erat Verbum («в начале было Слово») — Иоанн Евангелист
- In viridi teneras exurit medulas («в юности любовь обжигает до глубины души») — крест
- Initium Evangelii Jesu Christi («начало Евангелия Иисуса Христа») — евангелист Марк
- INRI — табличка на голгофском кресте.
- Invitus invitos («я, нежелавши (завоевал) их — нежелавших (быть завоеванными)») — пушка
- Ita ut virtus («такова добродетель») — лавр.

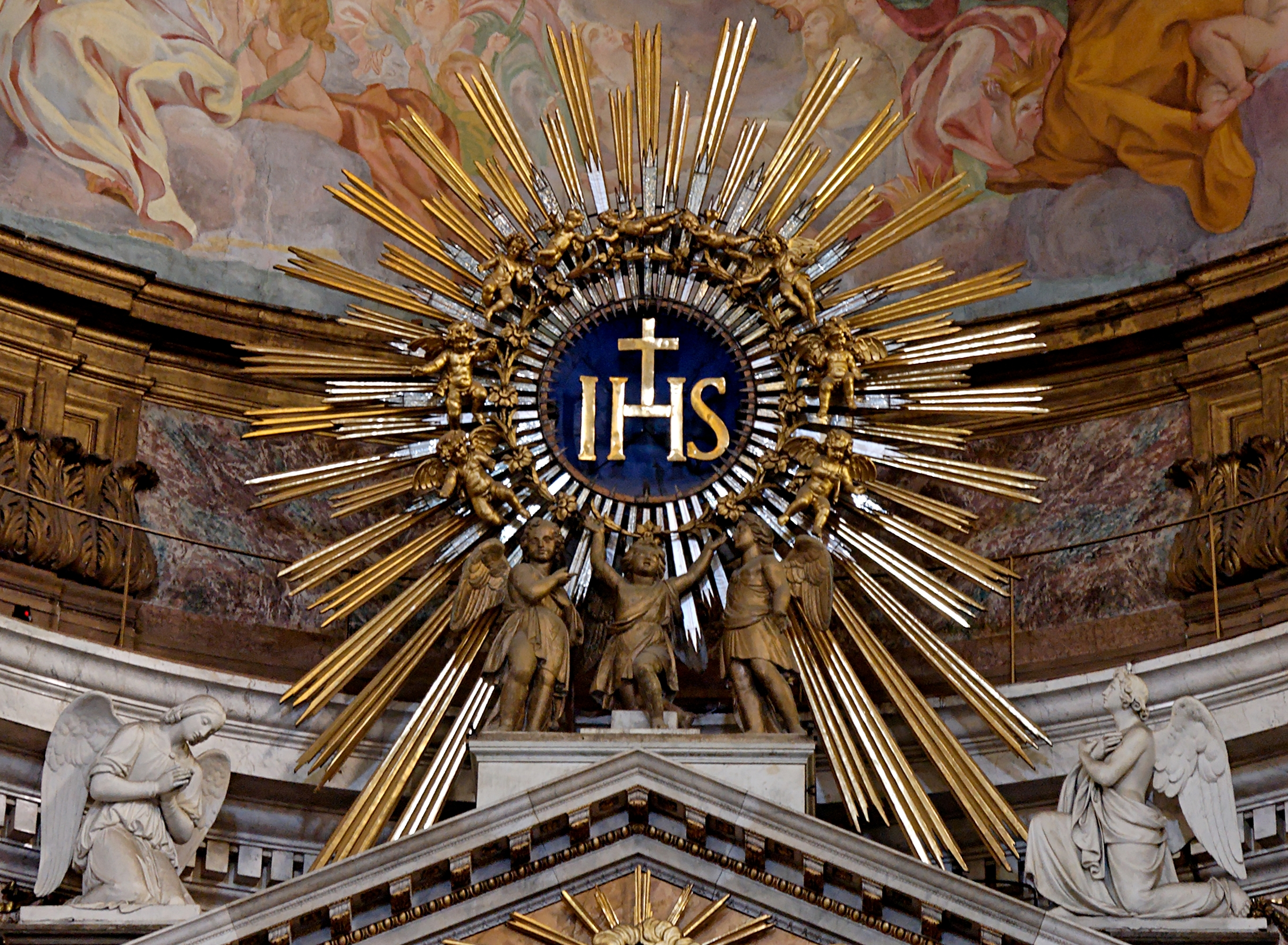
IHS

### L
- Labarum
- Liber generationis Jesu Christi («родословие Иисуса Христа») — евангелист Матфей
- Lignum vitae afferens fructus («древо жизни (двенадцать раз) приносящее плоды») — евангелист Иоанн
- Lilium inter spinas («лилия между тернами») — Дева Мария

### M
- Madre Pia («благочестивая мать») — Дева Мария
- Maesta («величие») — Дева Мария на троне
- Manifestavi nomen tuum hominibus («я открыл имя Твое человекам») — Бернардин Сиенский
- Maria Lactans («Мария кормящая») — Дева Мария
- Maria Mater Dei («Мария Матерь Божия»)
- Mater Amabilis («Матерь Умиление»)
- Mater Dolorosa («Матерь Скорбящая»)
- Mater Sapientiae («Матерь Мудрость») — Дева Мария
- Mausolus («Мавзол») — надпись на урне, которую держит Артемизия.
- Monstra te esse matrem («покажи, что ты мать») — святой Бернард
- Moralis; Naturalis («Моральный (закон)»; «Естественный / Природный (закон)») — названия двух книг, которые держит в руках Философия

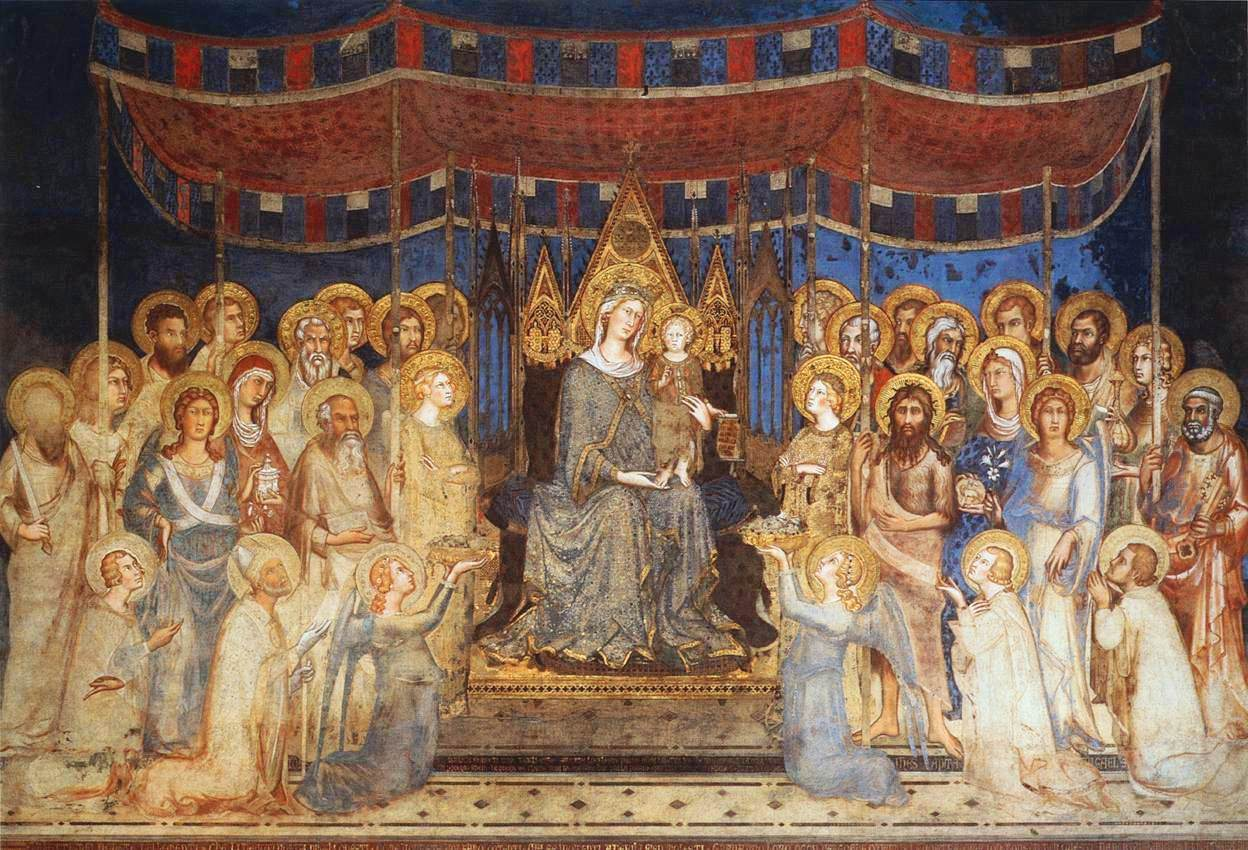
«Маэста» работы Симоне Мартини

### N
- Navicella («лодка») — Хождение по водам
- Ne desperetis vos… («не отчаивайтесь, вы…») — Мария Магдалина
- Noli me tangere («не прикасайся ко мне»)
- Nostra Domina de Humilitate («Мадонна Смирение»)
- Nunc dimmittis, Domine («ныне отпускаешь раба Твоего, Владыко») — Сретение
- Nutrisco et extingo («питаю и гашу») — саламандра

### O
- O vos omnes qui transitis per viam («да не будет этого с вами, проходящие путём») — пророк Иеремия.
- Oleum et operam perdis («зря тратишь масло и труд») — алхимик
- Omnia vanitas («все суета»)
- Omnia vincit Amor («все побеждает Любовь») — Купидон
- Omnis homo velox est («всякий человек да будет скор (на слышание)») — апостол Иаков Старший
- Optimam partem elegit («(Мария же) избрала благую часть») — Марфа и Мария

### P
- Passus sub Pontio Pilato («распятого при Понтийском Пилате») — Иоанн Евангелист.
- (Pater) manifestavi nomen tuum homnivus («Я (Отец) открыл имя Твое человекам») — Бернардин Сиенский.
- Pater Sancte serva eos… («Отче Святый! соблюди их…») — святой Доминик.
- Pellit et attrahit («он отгоняет (зло) и притягивает (добро)») — ветры.
- Pia sarcina («дорогая сердцу ноша») — Эней, выносящий из горящей Трои на плечах отца Анхиза.
- Pieta («оплакивание»)
- Porta clausa («ворота затворенные») — Дева Мария
- Porta haec clausa erit («ворота сии будут затворены») — Иезекииль
- Primum querite regnum Dei («ищите же прежде Царства Божия») — апостол Матфей.
- Probasti me, Domine, et cognovisti («Господи! Ты испытал меня и знаешь») — плавильный тигель.
- Pulchra ut luna («Прекрасная, как луна») — Дева Мария
- Puteus aquarum viventium («Колодезь живых вод») — Дева Мария

### Q
- Qui conceptus est de Spiritu Sancto («Рожденного от Духа Святого») — апостол Иаков Старший.
- Qui tollis peccata mundi («взявший на себя грехи мира») — апостол Иуда Фаддей.
- Quod huic deest me torquet («меня гнетет то, чего ей недостает») — ящерица
- Quos ego! («вот я вас!») — Нептун.

### R
- Regina Coeli («Царица Небесная») — иконография Девы Марии, одноимённый католический гимн
- Regnabo, regno, regnavi, sum sine regno («я буду царствовать, я царствую, я царствовала, я без царства») — Фортуна.

### S
- SPQR, Senatus Populusque Romanus («Сенат и граждане Рима»). В христианском искусстве монограмма встречается в различных сценах Страстей Христовых и из римской истории, являясь указанием на присутствие в этих сценах римских солдат.
- Sacra Conversazione («Святое Собеседование»)
- Salvator Mundi («Спаситель Мира»)
- Salve regina mundi («о Царица мира») — Николай Мирликийский
- Sancta Dei Genitrix («Святая Богородица»)
- Sanctam Ecclesiam Catholicam… («(верую в) Святую Католическую церковь») — апостол Матфей.
- Semper («всегда») — сокол.
- Sine Baccho et Cerere friget Venus («Без Вакха и Цереры в Венере жару нет») — Венера
- Speculum sine macula («чистое зеркало») — Дева Мария
- Spiritus oris nostri («дыхание жизни нашей») — Иеремия
- Stella Maris («морская звезда») — Дева Мария
- Sufficit unum (lumen) in tenebris («во мраке достаточно одной (свечи)») — свеча.
- Sum quod eris, quod es olim fui («кем вы желаете быть, мы уже были; кем мы являемся теперь — вы будете») — смерть.
- Sustine et abstine («терпи и воздерживайся») — Бернард

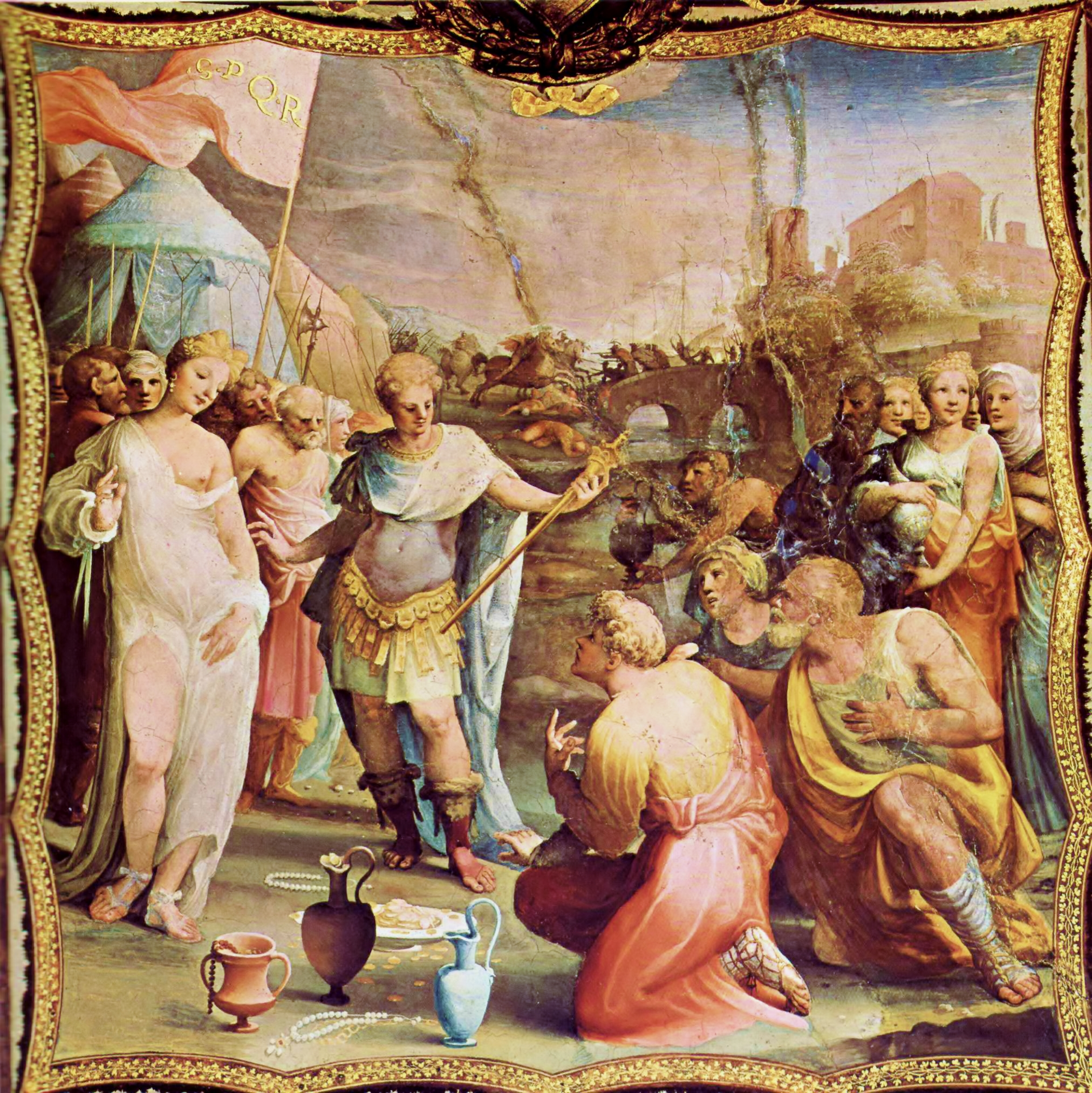
SPQR на знамени в сцене из жизни Сципиона в работе Д. Беккафуми.
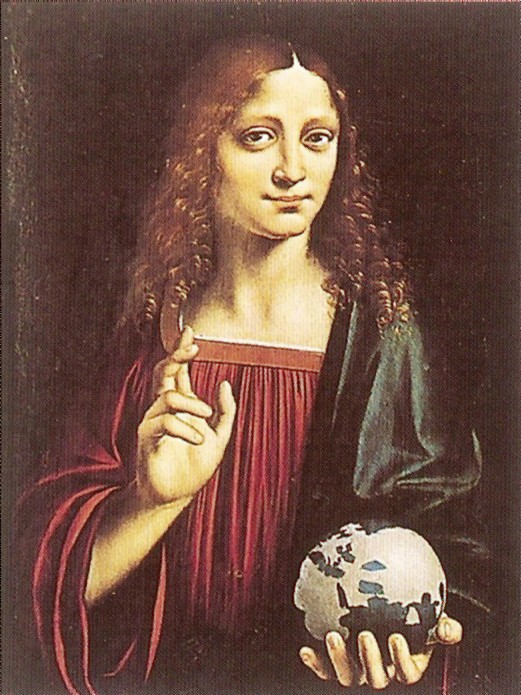
«Спаситель Мира» на картине Марко д'Оджионо

### Т
- Tenuisti manum dexteram meam («ты держишь меня за правую руку») — Франциска Римская.
- Tolle, lege! («Возьми, читай!») — Августин
- Tota pulchra es, amica mea («вся ты прекрасна, возлюбленная моя») — Дева Мария
- Turris David («столп Давидов») — Дева Мария

### U
- Ubi est thesaurus tuus («где сокровище ваше») — Антоний Падуанский

### V
- Vae victis! («горе побежденным») — Бренн
- Vae, vae, vae («горе, горе, горе») — слова, которые кричал орел (Апокалипсис)
- Veni, electa mea («приди, избранница моя») — Коронование девы Марии
- Ventris ingluvies («обжора») — чревоугодие.
- Verbum caro factum est («и Слово стало плотию») — Мария Маддалена Пацци
- Vere filius Dei erat iste («воистину Он был Сын Божий») — Лонгин
- Veritas filia temporis («истина — дочь времени») — Истина
- Veritatem meditabitur guttur meum («истину произносит язык мой») — Фома Аквинский
- Via Dolorosa («дорога скорби») — Крестный путь
- Virgo Lactans («Дева Кормящая») — Дева Мария
- Virgo Sapientissima («Дева Премудрость») — Дева Мария
- Vox clamantis in deserto («глас вопиющего в пустыне») — Иоанн Креститель
- Vox litterata et articulata («грамотная и отчетливая речь») — Грамматика